# Truncatella guerinii
Truncatella guerinii is een slakkensoort uit de familie van de Truncatellidae. De wetenschappelijke naam van de soort is voor het eerst geldig gepubliceerd in 1841 door Villa & Villa.

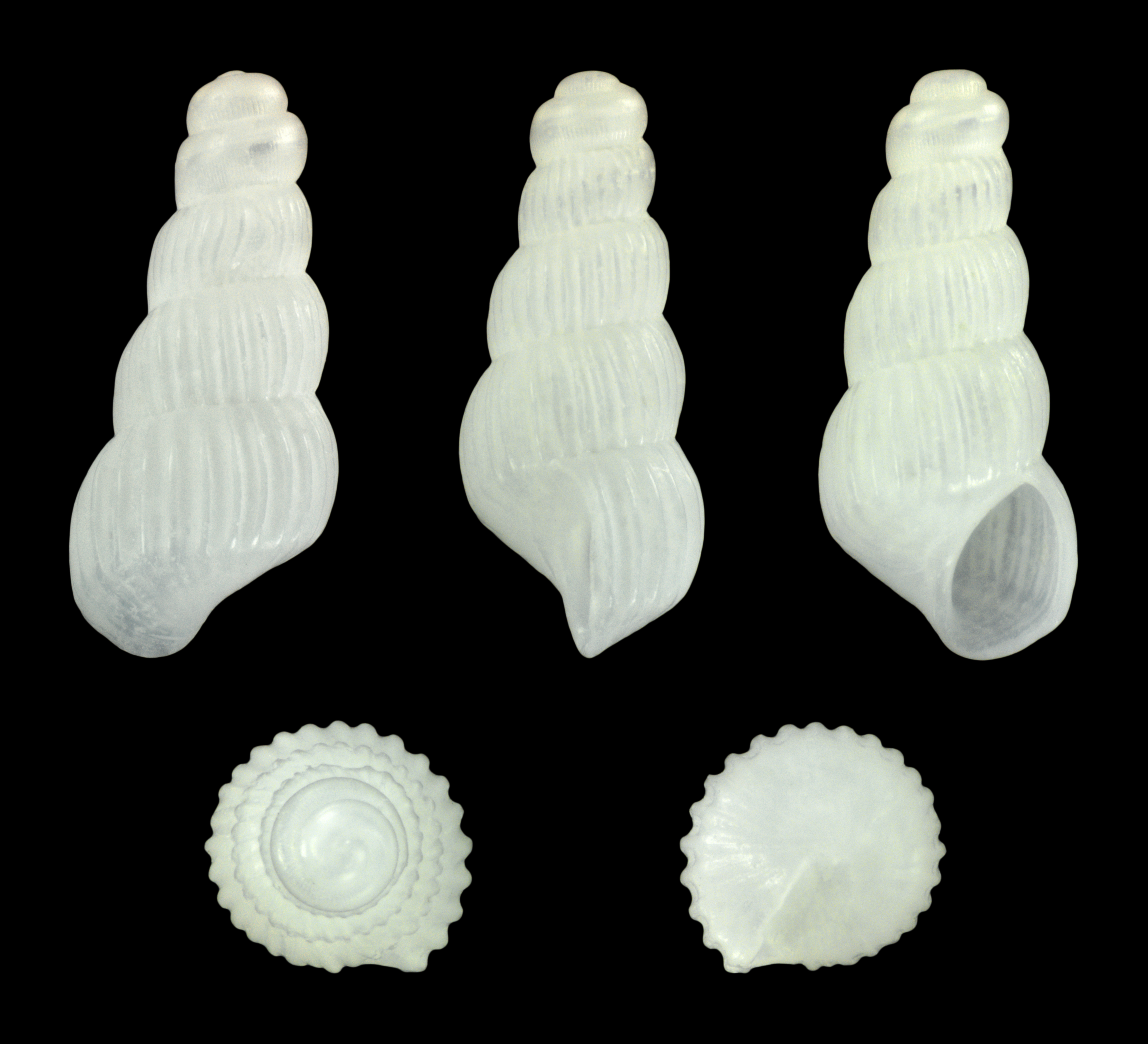
Jeugdig